# Les Chemins du Soleil
 (août 2018).
Si vous disposez d'ouvrages ou d'articles de référence ou si vous connaissez des sites web de qualité traitant du thème abordé ici, merci de compléter l'article en donnant les références utiles à sa vérifiabilité et en les liant à la section « Notes et références ».

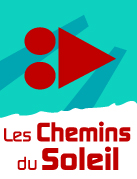
Logo des Chemins du Soleil

Les Chemins du Soleil ou Grande Traversée des Préalpes en VTT est un itinéraire qui fait partie des grandes traversées VTT labellisée par la Fédération française de cyclisme. Elle comporte plusieurs sections. La première relie Thonon-les-Bains à Grenoble. La seconde relie Grenoble à Sisteron en passant par le Vercors, le Diois et les Baronnies du Buëch. Une troisième section est entre Sisteron et Nice et traverse le val de Durance, le pays dignois, le Moyen Verdon et les Alpes-Maritimes. Une dernière section relie Valence à Sisteron en passant par Gap et le Diois.

Selon La Base VTT du Pays du Lac d’Aiguebelette:
De Thonon-les-Bains à Nice, les Chemins du Soleil est un itinéraire de près de 1400 km de sentiers VTT à travers les Préalpes, tracés « par des vététistes pour des vététistes ». Un itinéraire unique en son genre, jalonné de monotraces, parfaitement balisé, roulant à la montée et ludique (voire technique) à la descente : Que du bonheur, et un peu de sueur !

Délaissé ces dernières années faute de portage global, l’itinéraire doit renaitre dans les années à venir et permettre notamment relier la grande traversée du Jura à celle du Vercors.